# Ellen Nordenson
Ellen Margareta Nordenson, född Bengtsson 9 april 1869 i Norra Vrams församling i Malmöhus län, död 13 augusti 1922 i Sundsvalls församling i Västernorrlands län, var en svensk rösträttsaktivist.

## Biografi
Ellen Nordenson var verksam i kampanjen för införandet av kvinnlig rösträtt i Sverige och ordförande för Föreningen för kvinnans politiska rösträtt i Mora 1909–1910.